# Quang Lộc, Hậu Lộc
Quang Lộc là một xã thuộc huyện Hậu Lộc, tỉnh Thanh Hóa, Việt Nam.

## Diện tích và dân số
Xã Quang Lộc có diện tích 5,45 km².
Dân số của xã Quang Lộc:
- Theo Tổng điều tra dân số năm 1999: 4.669 người[1].
- Theo Tổng điều tra dân số năm 2009: 4.329 người với 1.133 hộ gia đình, gồm 2.149 nam và 2.180 nữ[2].

## Địa giới hành chính
Xã Quang Lộc nằm ở phía bắc của huyện Hậu Lộc, thuộc hữu ngạn sông Lèn.
- Phía đông giáp xã Nga Thạch, huyện Nga Sơn;
- Phía nam giáp xã Liên Lộc, huyện Hậu Lộc;
- Phía tây giáp các xã Tuy Lộc và Phong Lộc, huyện Hậu Lộc;
- Phía bắc giáp xã Hà Toại, huyện Hà Trung và xã Nga Lĩnh, huyện Nga Sơn.

Từ xa xưa trên địa bàn xã này có tuyến kênh Nhà Lê nối từ  kinh đô Hoa Lư đến Đèo Ngang đi qua, là tuyến đường thủy đầu tiên trong lịch sử Việt Nam và được coi là tuyến đường Hồ Chí Minh trên sông vì những đóng góp cho các cuộc chiến tranh của người Việt (hiện là một đoạn của sông Lèn theo tên gọi địa phương).

## Hành chính
Xã Quang Lộc được chia thành 6 thôn, Bạch Yên Sơn, Quang Sơn, Yên Minh, Quang Tân, Tường Lộc, Hiển Vinh.